# Jiří Hochmann
Jiří Hochmann (10 de gener de 1986) és un ciclista txec. Combina la pista amb la carretera. S'ha proclamat dos cops Campió d'Europa de Madison.

## Palmarès en pista
- 2010
  -  Campió d'Europa de Madison (amb Martin Bláha)
- 2012
  -  Campió d'Europa de Madison (amb Martin Bláha)
- 2013
  -  Campió de Txèquia en Scratch
- 2017
  -  Campió de Txèquia en Madison

## Palmarès en ruta
- 2011
  - Vencedor d'una etapa de la Szlakiem Grodów Piastowskich
- 2012
  - 1r a la Okolo jižních Čech i vencedor d'una etapa
- 2013
  - Vencedor d'una etapa de la Volta a la Xina I
  - Vencedor d'una etapa del Tour de Fuzhou